# مستوى العمل

شعار وكالة حماية البيئة.

في الولايات المتحدة، يمكن أن يشير مصطلح مستوى العمل (بالإنجليزية: action level)، إلى المستويات التي أوصت بها وكالة حماية البيئة لتطبيقها من قبل إدارة الغذاء والدواء ووزارة الزراعة الأمريكية لتحديد تركيز مادة في وسط معين، مادة قد تشكل خطرا على الصحة عند تجاوزها لهذا المستوى من التركيز. إذا تم العثور على الملوثات بتركيزات أعلى من المستويات المحددة، يجب اتخاذ تدابير لخفض التلوث. مثلما تحدث بقايا مبيدات الآفات في السلع الغذائية أو العلفية لأسباب أخرى بخلاف التطبيق المباشر لمبيد الآفات. يتم تعيين مستويات الإجراءات للمخلفات غير المقصودة الناتجة عن الاستخدام القانوني السابق أو التلوث العرضي.